# Faramea cupheoides
Faramea cupheoides är en måreväxtart som beskrevs av Charlotte M. Taylor. Faramea cupheoides ingår i släktet Faramea och familjen måreväxter. Inga underarter finns listade i Catalogue of Life.